# 공손경성
공손경성(公孫敬聲, ? ~ 기원전 91년 음력 4월)은 전한 중기의 관료로, 북지군 의거현(義渠縣) 사람이다. 승상 공손하의 아들이자 무사황후의 외조카이다. 신분을 이용하여 사치를 부리고 법을 어겼다.

## 생애
태초 2년(기원전 103), 시중(侍中)에서 태복으로 승진하였다.
정화 연간, 북군(北軍)의 공금 1,900만 전을 횡령한 것이 발각되어 하옥되었다. 아버지 공손하는 당대의 유명한 도적 주안세(朱安世)를 잡아들여 공손경성의 죄를 갚으려 하였고, 과연 주안세를 잡는 데 성공하였으나 도리어 주안세는 공손경성이 양석공주(陽石公主)와 사통한 사실과 무고로 황제를 저주한 사실을 고발하였다. 결국 공손하 또한 하옥되었고, 정화 2년(기원전 91) 일족이 모두 주살되었다.

## 출전
- 반고, 《한서》 권66 공손유전왕양채진정전

| 전임 공손하 | 전한의 태복 기원전 103년 음력 3월 정묘일 ~ 기원전 93년 | 후임 근석 (대행) |